# Darren Shan (Saga)
La saga de Darren Shan (conocida como Cirque du Freak: The Saga of Darren Shan en los Estados Unidos) es una serie de 12 libros juveniles escritos por el autor irlandés Darren Shan, tratan sobre las aventuras de un niño que habita en un mundo de vampiros. En octubre del año 2008 la serie había sido publicada en 37 países y en 30 lenguas diferentes. Existe una película basada en los primeros tres libros de la serie. Cirque du Freak también conocida como The Vampires Assistant (El aprendiz de Vampiro),que se estrenó el 23 de octubre de 2009, en España el 16 de julio de 2010. La película se empezó a filmar el 18 de febrero de 2008 en Nueva Orleans y terminó el 3 de junio de 2008, parte de la película fue filmada en un conjunto construido dentro de un parque en la ciudad de Nueva Orleans. producida por Universal Studios. Harper Collins Audio también ha publicado tres libro-audios, leídos por Rupert Degas.

## Inicios de la serie
Darren Shan escribió y publicó el primer libro de la serie Cirque du Freak como un proyecto secundario entre dos libros para adultos. Cirque du Freak recibió buenas críticas y Warner Bros, adquirió los derechos cinematográficos antes de la publicación, aunque nunca llegó a hacer la película, lamentablemente los derechos volvieron a Shan después de tres años.

## Trama
La saga de Darren Shan sigue la historia de Darren Shan, un adolescente que es obligado por el vampiro Larten Crepsley para que se convierta en su ayudante y en medio vampiro a cambio de salvar la vida de su amigo Steve Leonard.
- En la primera trilogía, conocida como Sangre de Vampiros, Darren descubre y acepta su vampirismo.
  - En el Libro Uno: El Tenebroso Cirque du Freak, Mr. Crepsley convierte a Darren en un medio vampiro a cambio de salvar la vida de su mejor amigo, Steve Leonard.
  - En el Libro Dos: El Asistente del Vampiro, Mr. Crepsley se da cuenta de que Darren se siente solo y lo trae de vuelta al Cirque, donde se hace amigo de un chico-serpiente.
  - En el Libro Tres: Túneles de Sangre, Mr. Crepsley vuelve a su hogar, donde uno de los enemigos de los vampiros, un Vampanez, está asesinando a gente inocente.

- En la segunda trilogía, conocida como Ritos de Vampiros, Darren aprende cosas sobre el clan de los vampiros y trata de ser aceptados.
  - En el Libro Cuarto, La Montaña de los Vampiros, ascienden a la Montaña de los Vampiros y aprende los ritos de los vampiros. Así que enfrenta un juzgado de pruebas determinaran su aceptación por parte de los vampiros con mayor poder.
  - En el Libro Cinco: La Ordalía de la Muerte se enfrenta a los Ritos de Iniciación para conseguir el reconocimiento de los demás vampiros, convirtiéndose en el vampiro más joven reclutado en varias décadas.
  - En el Libro Seis: El Príncipe Vampiro', Darren descubre a un traidor e intenta detener sus planes para destruir al clan de los vampiros. Así que planea sabotear el plan del traidor.

- En la tercera trilogía, conocida como Guerra de Vampiros, Darren descubre que puede tener que jugar un papel más importante en el destino de los vampiros (y del mundo) de lo que pensaba:
  - En el Libro Siete: Cazadores del Crepúsculo comienza la caza del Señor de los Vampanez, que está destinado a destruir al clan de los vampiros y a causar un gran impacto en el mundo mortal.
  - En el Libro Ocho: Aliados de la Noche, Darren se encuentra con algunos amigos del pasado que ahora encajan en su búsqueda.
  - En el Libro Nueve: Asesinos del Alba, Darren se enfrenta al Señor de los Vampanezes por segunda vez, y una desgracia inesperada sucede casi al finalizar el libro.

- En la cuarta trilogía, conocida como Destino de Vampiros, Darren es obligado a tomar decisiones difíciles, y finalmente acepta su destino y se enfrenta a las consecuencias.
  - En el Libro Diez: El Lago de las Almas, Darren viaja a una tierra extraña para descubrir quien era en su vida pasada su mejor amigo, Harkat Mulds una Personita (criaturas resucitadas de la muerte). Donde pasan cosas "de otro mundo".
  - En el Libro Once: El Señor de las Sombras", Darren descubre más sobre el Señor de las Sombras y se acerca a su último enfrentamiento con el Señor de los Vampanezes.
  - En el Libro Doce: Hijos del Destino", Darren se enfrenta al desafío final con el Señor de los Vampanez donde resulta un cambio radical el destino y donde toma un giro la historia, mostrando un final inesperado para todos los que pensaban saber el final de esta saga.

## Los vampiros de Darren Shan
Los vampiros de la saga de Darren Shan son muy diferentes de los vampiros tradicionales de la cultura popular. Están vivos, pueden morir por otros medios aparte de la decapitación o la estaca en el corazón (aunque son más difíciles de matar que los humanos), y no son inherentemente malvados. Los vampiros no beben del cuello de sus víctimas, sino que pueden cortar una vena y beber pequeñas cantidades de sangre, curando la herida con su saliva; un grupo escindido de los vampiros llamado los vampaneze insiste en matar a sus víctimas bebiendo toda su sangre, lo que significa que necesitan alimentarse menos a menudo. Beber toda la sangre de un humano hace que el vampiro también absorba parte de su espíritu, permitiéndole ver sus recuerdos (Darren lo hacen en El ayudante del vampiro para salvar el espíritu de un amigo moribundo). Ni los vampiros ni los vampaneze tienen colmillos, sino que utilizan sus uñas duras y afiladas para herir a sus presas. También pueden utilizar sus uñas para escalar paredes verticales como las arañas. Los vampiros no mueren si son expuestos a la luz del sol, pero arden con facilidad y una exposición prolongada puede matarlos. Sin embargo, pueden actuar sin problemas durante el día (suponiendo que permanezcan apartados de la luz del sol), y no les molestas el ajo, ni la plata ni los objetos sagrados. La sangre humana fresca es la más nutritiva para los vampiros, pero también pueden alimentarse de sangre conservada o de algunos animales si es necesario. Sin embargo, la sangre de algunos animales es tóxica para los vampiros (como por ejemplo la de los gatos o ranas). Los vampiros no pueden reproducirse; los nuevos vampiros son creados compartiendo su sangre con los humanos, tradicionalmente a través de las puntas de los dedos, pero si cualquier criatura, hombre o animal, ingiere oralmente sangre de vampiro, enloquecerá y morirá por una enfermedad similar a la rabia; envejecen a un ritmo de un año de cada diez (los medio vampiros uno de cada cinco). La edad entra en juego cuando Darren se encuentra con una antigua novia que tuvo cuando ambos tenían catorce años; cuando vuelven a encontrarse tienen 26 años, pero Darren tiene el mismo aspecto que cuando se encontraron por primera vez. El vampiro más viejo que aparece en la serie es Paris Skyle (que afirma haber inspirado el mito de Drácula y que fue "sangrado" con dos años y ha vivido durante más de ocho siglos). Los vampiros tienen reflejo y sombra, pero no pueden ser fotografiados debido a una vibración particular de los "átomos vampíricos".
Los vampiros son fuertes, resistentes, y pueden moverse muy rápido. Pueden provocar descargas estáticas de electricidad con su movimiento, que el Sr. Crepsley utiliza para abrir cerraduras. Todos los sentidos de un vampiro son superhumanos. Pueden soportar graves heridas, son resistentes a la mayoría de los venenos y enfermedades y se curan con rapidez. El factor curativo de los vampiros no es tan efectivo como en la mayoría de otros relatos, y por ello la mayoría de los vampiros del mundo de Darren Shan no son atractivos y están llenos de viejas cicatrices. Entre las habilidades más extrañas de estos vampiros se encuentra la capacidad de exhalar un gas invisible que deja a los humanos inconscientes, pueden comunicarse telepáticamente con otros vampiros y humanos (tres vampiros también pueden controlar mentalmente a las arañas), y localizar a los vampiros y humanos cuyos patrones físicos han reconocido. Los vampiros de Darren Shan no pueden desmaterializarse en niebla, ni transformarse en murciélagos, ratas o lobos. Estos animales son amistosos hacia los vampiros, aunque los gatos y los perros los odian.
La sociedad de los vampiros está gobernada por el honor, el orgullo personal y la tradición. Siguen una estricta jerarquía en la que los vampiros de más rango gobiernan a los de rango inferior, aunque ejercen su poder con moderación y respeto a sus subordinados. Existen menos vampiras que vampiros. Los matrimonios y emparejamientos entre vampiros durante entre diez y quince años y transcurrido ese tiempo las parejas deciden renovarlos o separarse. A los vampiros les está prohibido utilizar armas de proyectiles y armas de fuego, que son consideradas deshonrosas, prefiriendo la lucha cuerpo a cuerpo con las manos o con armas como espadas, hachas, etc. o armas arrojadizas; a los vampaneze les está prohibido utilizar cualquier forma de arma arrojadiza. Los vampiros viven a la vieja usanza: ningún vampiro hace referencias a la cultura pop, conduce coches o utiliza ordenadores. Los vampiros consideran a los humanos una raza caótica y ligeramente inferior, pero la mayoría valoran la vida humana. Algunos vampiros establecen amistad con los humanos y muchas se enamoran de ellos.
Los vampiros de Darren Shan no siguen la religión de los humanos, pero adoran un panteón sin identificar. Creen que las almas de los vampiros dignos renacen como lobos en las noches eternas de un mundo lejano al que llaman Paraíso, mientras que las almas de los vampiros malignos permanecen encadenadas en la tierra para toda la eternidad. Los vampiros creen que descienden de los lobos, de la misma forma que los humanos evolucionaron de los primates. Los lobos son considerados parientes de los vampiros.

## Vampanez
En la saga de Darren Shan los Vampanez son los enemigos acérrimos de los vampiros, aunque de hecho son parientes. Fueron vampiros que se separaron del clan principal y se convirtieron en una raza distinta con creencias diferentes. Consideran honorable beber la sangre de los humanos hasta matarlos, mientras que los vampiros sólo beben pequeñas cantidades y los dejan vivir. En cierto sentido son vampiros malignos, aunque en gran parte esta imagen se debe a la terrible reputación de Murlough (un vampanez loco), el Señor Vampanez y la Guerra de las Cicatrices. Los vampanezes tienen en la piel manchas de color púrpura y cabello, ojos, labios y uñas de color rojo. Los vampiros piensan que los vampanezes pueden tener locura por toda la sangre que beben ya que al tomar mucha sangre absorben su alma. Es un efecto secundario de beber tanta sangre. Los vampanezes son mencionados por primera vez en Tunnels of Blood y se convierten en un elemento de la trama principal durante el resto de la serie.

## Manga
Una serie manga llamada Cirque du Freak basada en las novelas de Darren Shan fue ilustrada por Takahiro Arai y publicada en la revista japonesa Shōnen Sunday desde agosto del 2006 a febrero del 2009 y el primer volumen fue serializado el 17 de noviembre de 2006 por Shogakukan bajo el título de Darren Shan. En total, 12 volúmenes han sido publicados en Japón, siendo el volumen final publicado el 17 de abril de 2009. En el 2008 Cómic de San Diego-Con Internacional Yen Press anunció que habían adquirido los derechos para traducir y publicar la serie en inglés. Los primeros tres volúmenes estuvieron dispuestos para ser publicados para coincidir con la película Cirque du Freak: el ayudante del Vampiro.  Fue el primer título de Shogakukan de Yen Press, una "hazaña" ya que Shogakukan era copropietario de otro editor manga Norteamericano, Viz Medios de comunicación. La compañía hermana de Yen Press, Little, Brown and Company, ayudó a esta a obtener la licencia dado que publicaban la saga de novelas originales.
El manga es una adaptación fiel a las novelas, pero hay unos cuantos cambios. Por ejemplo:
- Hay mayor énfasis en la amistad de Darren y Steve, lo cual hace que haya un giro al final de la historia que no estaba en la novela.
- Steve es más amable y protector con Darren cuando son amigos. Cuando se vuelve malvado, es mucho más inestable y violento que en la novela.
- Después que Sam Grest es asesinado por el hombre lobo del circo, Darren bebe su sangre y al hacerlo absorbe parte de su alma. El espíritu de Sam reside dentro de este y ocasionalmente conversa con Darren hasta el Capítulo 112, cuando Darren se convierte en una pequeña persona.
- Al final del manga, Steve se arrepiente de sus actos al enterarse de que ha sido manipulado por Mr. Tiny todo el tiempo. Aun así Darren provoca a Steve para que este lo mate y ninguno se convierta en el Señor de las Sombras. Darren y Evanna sienten lastima por el, ya que Mr. Tiny lo condena a seguir atrapado en el Lago de las Almas. Esto es diferente de la novela, en la que Steve no se arrepiente de sus actos, por lo que Darren y Evanna deciden dejarlo ahí.
- Se muestra lo que pasa con los Darren y Steve del universo alterno. Después que el Darren original (quien ha sido convertido en una pequeña persona) asusta a Darren para que no robe a Madam Octa, este va a casa de Steve y logra convencerlo para que deje su obsesión de convertirse en vampiro. Lo último que el Darren original ve antes de morir es al Darren y al Steve del universo alterno jugando juntos y se alegra al saber que ha cambiado el destino de ambos.

## Relatos cortos
Darren Shan ha publicado numerosos relatos cortos en su página web, todos relacionados con la saga.
- "An Essay on Vampires" "by" Steve Leopard - book 1 tie-in story. Este ensayo fue escrito tiempo antes de Cirque Du Freak.
- "Annie's Diary" - Basado en el diario de la hermana de Darren durante los acontecimientos de Cirque du Freak.
- "Tiny Terrors" - Tiene lugar durante El ayudante del vampiro. Se centra en torno al misterioso Desmond Tiny.
- "Transylvania Trek" - Un relato corto "escrito" por Sam Grest, un personaje del Libro Dos.
- "Shanta Claus" - Una historia especial que sigue a Santa Claus cuando visita las casas de muchos personajes de la serie.
- "Lonely Lefty" - Una historia que gira en torno a Harkat Mulds que tiene lugar durante los sucesos de Tunnels of Blood.
- "Bride of Sam Grest" - otro relato corto "escrito" por Sam Grest, un personaje del Libro Dos.
- "An Affair of the Night" - Una historia que gira en torno a Gavner Purl, antes de su muerte inesperada. Enlaza con Trials of Death.

Las historias de Sam Grest han sido incluidas en la colección Midnight Feast. Sam Grest sólo fue significante en El ayudante del vampiro.